# Boldinska jesen
Boldinska jesen 1830. godine - najplodnije stvaralačko razdoblje u životu A.S. Puškina. Pustinjaštvo na imanju Veliko Boldino zbog uvođenja karantene (radi zaštite od epidemije kolere) poklopilo se s pripremama za dugo očekivanu ženidbu za Natalju Nikolajevnu Gončarovu. Za to vrijeme je dovršio rad nad Jevgenijem Onjeginim, ciklusima Belkinove pripovijesti i Male tragedije, napisao je poemu Kućica u Kolomni, tridesetak lirskih pjesama (Besy, Bezumnyh let ugasšeje veselje, Rima, Uz prijevod Ilijade, Rad, Proščanje, Zaklinjanje, Stihovi spjevani noću u nesanici, Dva čuvstva divno blizki nam...).

## Proljeće i ljeto1830.
6. svibnja 1830. službeno su objavljene zaruke Puškina i Gončarove. No svadba se stalno odgađala jer Nataljina majka, Natalja Ivanovna, nije htjela udati kćer bez miraza, međutim, osiromašena obitelj nije imala novca. U kolovozu iste godine umro je Puškinov stric, Vasilij Ljvovič. Svadba je opet bila odgođena zbog žalosti, te je Puškin 31. kolovoza otputovao iz Moskve u Boldino da bi preuzeo susjedno selo Kistenjovo, koje mu je pripalo nakon ženidbe oca Sergeja Ljvoviča. Prije puta Puškin se posvađao s budućom punicom i u pismu je, koje je napisao pod utjecajem svađe,  izjavio da je Natalja Nikolajevna "savršeno slobodna", on će se oženiti njome ili se neće oženiti nikada.

## Boldino
U Boldino je Puškin doputovao 3. rujna, predviđajući da će završiti s poslovima za mjesec dana. Ispočetka se pribojavao da će mu najbolje razdoblje za rad (ujesen je obično puno pisao) biti ispunjeno brigama oko uvođenja u preuzimanje posjeda i davanja u zalog Kistenjova (Puškin je sa sobom ponio samo tri knjige). Bez obzira na svađu s budućom punicom, Puškin je odlučio, dobivši za založeno imanje novac, posuditi dio Natalji Ivanovnoj za miraz. Epidemija kolere je narušila njegove planove - zbog karantene se zadržao tri mjeseca, koji su postali jedni od najplodnijih razdoblja u njegovom stvaralaštvu.
Njegov nemir se odrazio u pjesmama Besy i Elegija koje su se pojavile nedugo nakon dolaska. Uskoro ga je međutim, umirilo Nataljino pismo. Svojemu prijatelju i izdavaču Petru Pljetnjovu Puškin je napisao da u svojem "premilom pismu" ona "obećava da će se udati za mene i bez miraza" i poziva ga u Moskvu. Poslove vezane uz Kistenjovo je predao uredskom službeniku i, uvjeren da su Gončarovi napustili Moskvu zbog epidemije, već obavijestio prijatelja da će doći najranije za mjesec dana.
Jesen 1830. godine postalo je za Puškina vrijeme za rezimiranje. Već je u svojoj poruci roditeljima o zarukama (6. – 11. travnja 1830.) pisao da započinje novo razdoblje; o tome je već govorio Pljetnjovu u Boldinu: "Dosad je on ja - a sad će on biti mi. Šala!" (XIV, 113, 29. rujna 1830.). Promjene u osobnom životu poklopile su se s početkom novog razdoblja u književnom stvaralaštvu. Završno poglavlje Jevgenija Onjegina pjesnik otkriva retrospektivnom slikom vlastitog stvaralaštva, simbolički predstavivši njegov razvoj putem "promjene oblikâ Muze", a pravac svoje književne evolucije, prema riječima Dmitrija Blagog, kao "kretanje od romantizma prema realizmu, od 'poezije' prema 'prozi'".
Početkom listopada Puškin je pokušao otputovati iz Boldina, ali nije mu uspjelo zbog karantenske blokade.
5. prosinca 1830. Puškin se vratio iz trećeg pokušaja u Moskvu koja je još uvijek bila okružena karantenama. 9. prosinca Puškin je pisao Pljetnjovu:
Reći ću ti (kao tajnu) da sam pisao u Boldinu kako već davno nisam. Evo što sam donio otuda: 2 zadnja poglavlja Onjegina, osmo i deveto, spremna za tiskanje. Pripovijest napisanu u stancama (oko 400 stihova) koju ćemo izdati Anonyme. Nekoliko dramskih scena, ili malih tragedija, i to: Škrti vitez, Mozart i Salieri, Pir za vrijeme kuge, i Don Juan. Osim toga napisao sam oko 30 manjih pjesama. Dobro? To još nije sve: (Jako tajno) Napisao sam 5 pripovijesti, zbog kojih Baratinski rži i udara - i koje ćemo također tiskati.

## Proza

### Belkinove pripovijesti
Belkinove pripovijesti - prvo iz sačuvanih dovršenih proznih djela Puškina. Puškin je već 1821. odredio načelo pripovijedanja: "Točnost i kratkoća - evo prvih vrlina proze. Ona treba misli i misli - bez njih prekrasni izrazi ničemu ne služe". Oblikovanje Puškina kao majstora proze započelo je Arapinom Petra Velikog (1827.). Belkinove pripovijesti su završile tu etapu i odredile daljnji pravac Puškinovog stvaralaštva: sljedećih godina se okretao prvenstveno prozi.
Vrijeme završetka rada nad svakom od pripovijesti Puškin je zabilježio u autografima: 9. rujna završen je Pogrebnik, 14. rujna - Upravitelj poštanske stanice, 20. rujna - Gospođica seljanka, 14. rujna - Metak, 20. rujna - Mećava. Knjiga je izdana u listopadu 1831. pod nazivom Pripovijesti pokojnog Ivana Petroviča Belkina, izdao A.P., ali nije imala uspjeha ni kod čitatelja ni kod kritike. Npr., Nikolaj Polevoj je nazvao pripovijesti "farsama zategnutima u korzet jednostavnosti bez ikakve samilosti". U razgovoru s jednim od svojih poznanika Puškin je, odgovarajući na pitanje "Tko je taj Belkin?", rekao: "Tko god on bio, a pisati pripovijesti treba evo ovako: jednostavno, kratko i jasno".

## Male tragedije
Puškin je u studenom 1830. napisao popis dramskih djela stvorenih u Boldinu, a kojima je dodao Kućicu u Kolomni:
I. "Ot." (tj. otave - Kućica u Kolomni), II. "Škrti". III. "Salieri". IV. "D.J." (Don Juan - "Kameniti gost"). V. "Plague" (Pir za vrijeme kuge).

## Kritički članci
Situacija koja je nastala u ruskoj književnosti početkom 1830-ih, izolacija u kojoj su se našli suradnici Književnih novina, te naročito zaoštreni odnosi s piscem i kritičarom Faddejem Bulgarinom - sve je to primoralo Puškina da se po prvi put obrati književnoj polemici i iznova procijeni sva svoja važnija djela (Ruslan i Ljudmila, Jevgenij Onjegin, Grof Nulin, Poltava). 2. listopada, nakon neuspjelog pokušaja da se vrati u Moskvu, započinje svoje bilješke: "Danas, u nesnosne sate karantenskog zatočeništva, ne imajući sa sobom ni knjiga ni prijatelja, izmislio sam da za razonodu napišem opovrgavanje svih kritičara kojih sam se mogao sjetiti, te vlastite opaske uz vlastita djela". Puškin na raspolaganju nije imao ni novine, ni časopise, međutim, on je, kako se čini, pamtio sve kritičke osvrte koje je dobio. Puškin je pisao dva velika književno-kritička ciklusa za Književne novine, no nijedan članak nije bio objavljen jer je 15. studenog 1830. zaustavljeno izdavanje novina.

## Kronološki poredak djela
- 7. rujna - Besy
- 8. rujna - Elegija (Ludo veselje mojih mladih ljeta...)
- 9. rujna - dovršen Pogrebnik
- 13. rujna - Bajka o popu i o njegovu pomoćniku Baldi
- 14. rujna - Upravitelj poštanske stanice
- 18. rujna - dovršena VIII. glava Jevgenija Onjegina
- 20. rujna - u devet sati navečer dovršena Gospođica-seljanka
- 25. rujna - dovršena IX. glava Jevgenija Onjegina
- 1. listopada - Moj, kritičaru tusti, tebe baš do suza...
- 5. listopada - Proščanije
- 5. listopada-10. listopada - Kućica u Kolomni
- 12. listopada-14. listopada - Hitac
- 16. listopada - Moja rodoslovnaja
- 17. listopada - Zaklinjanje
- 19. listopada - spaljena X. glava Jevgenija Onjegina
- 20. listopada - dovršena Mećava
- 23. listopada - dovršen Škrti vitez
- 26. listopada - dovršen Mozart i Salieri
- 1. studenoga - pisana je Povijest sela Gorjuhina
- 4. studenoga - dovršen Kameniti gost
- 6. studenoga - dovršen Pir za vrijeme kuge

## Boldinska jesen u umjetnosti
Povodom 150-godišnjice Boldinske jeseni 1978. lenjingradski grafičar Engelj Nasibulin je pripremio seriju bakroreza, a o njoj govori i istoimeni kratkometražni film Boldinska jesen iz 2001. redatelja Aleksandra Rogožkina.